# Машику
Машику  (порт. Machico) — город на востоке острова Мадейры, в автономном регионе Мадейра (Португалия), с населением 11 947 человек (2001). Является административным центром одноимённого района (муниципалитета) с площадью 67,73 км² и населением 21 747 человек (2001), который граничит на западе с муниципалитетом Сантаны, на севере и востоке — омывается Атлантическим океаном, на юге граничит с муниципалитетом Санта-Круш (Мадейра).
В прошлом (до вступления Мадейрой устава автономии в 1976 году) город входил в состав Фуншальського административного округа.
Муниципалитет сегодня является важным промышленным и туристическим центром Мадейры.
На территории муниципалитета также находится природный заповедник «Понта-де-Сан-Лоуренсу» (порт. Reserva Natural da Ponta de S. Lourenço), создание которого приходится на 1982 год. В этом заповеднике можно увидеть эндемические виды флоры и фауны, а также посетить так называемый центр окрестные воспитания. В Канисали расположен единственный пляж острова, имеет светлый песок.
Праздник города — 9 октября.

## История
Название города связано с легендой (порт. Lenda de Machim), сообразной которой первым, кто открыл Мадейру ещё задолго до португальцев, был англичанин Роберт Машим. Эту теорию защищали англичане до 19 века в своих интересах по острову.
Известно, что берега Машику были первыми которые достались португальцам Жуану Гонсалвиш Зарку и Триштау Важ Тейшейра в 1419 году.
Здесь была образована первая военная комендатура на острове, которая впоследствии была перенесена в Фуншала. Муниципалитет был образован 1451. Статус города — с 2 августа 1996 года.
В архитектурном отношении выделяется главная церковь «матриж» (порт. Igreja Matriz de Machico), построенная в 1425 году.

## Экономика
В муниципалитете доминирует третичный сектор экономики, представленный туризмом и услугами, а также разнообразной коммерцией. Меньшее значение имеют вторичный и первичный сектор экономики, где выделяют сельское хозяйство и рыболовство. В сельском хозяйстве преобладает выращивание картофеля, кукурузы, овощей и винограда. Достаточно развито птицеводство и выращивание кроликов.

## Демография
| Численность населения муниципалитета по годам | Численность населения муниципалитета по годам | Численность населения муниципалитета по годам | Численность населения муниципалитета по годам | Численность населения муниципалитета по годам | Численность населения муниципалитета по годам | Численность населения муниципалитета по годам | Численность населения муниципалитета по годам |
| --------------------------------------------- | --------------------------------------------- | --------------------------------------------- | --------------------------------------------- | --------------------------------------------- | --------------------------------------------- | --------------------------------------------- | --------------------------------------------- |
| 1849                                          | 1900                                          | 1930                                          | 1960                                          | 1981                                          | 1991                                          | 2001                                          | 2004                                          |
| 5491                                          | 11 820                                        | 17 936                                        | 21 606                                        | 22 126                                        | 22 016                                        | 21 747                                        | 21 321                                        |

## Состав муниципалитета
В муниципалитет входят следующие районы:
1. Канисал (порт. Caniçal)
2. Машику (порт. Machico)
3. Порту-да-Круш (порт. Porto da Cruz)
4. Санту-Антониу-да-Серра (порт. Santo António da Serra)
5. Агуа-де-Пена (порт. Água de Pena)

## Галерея

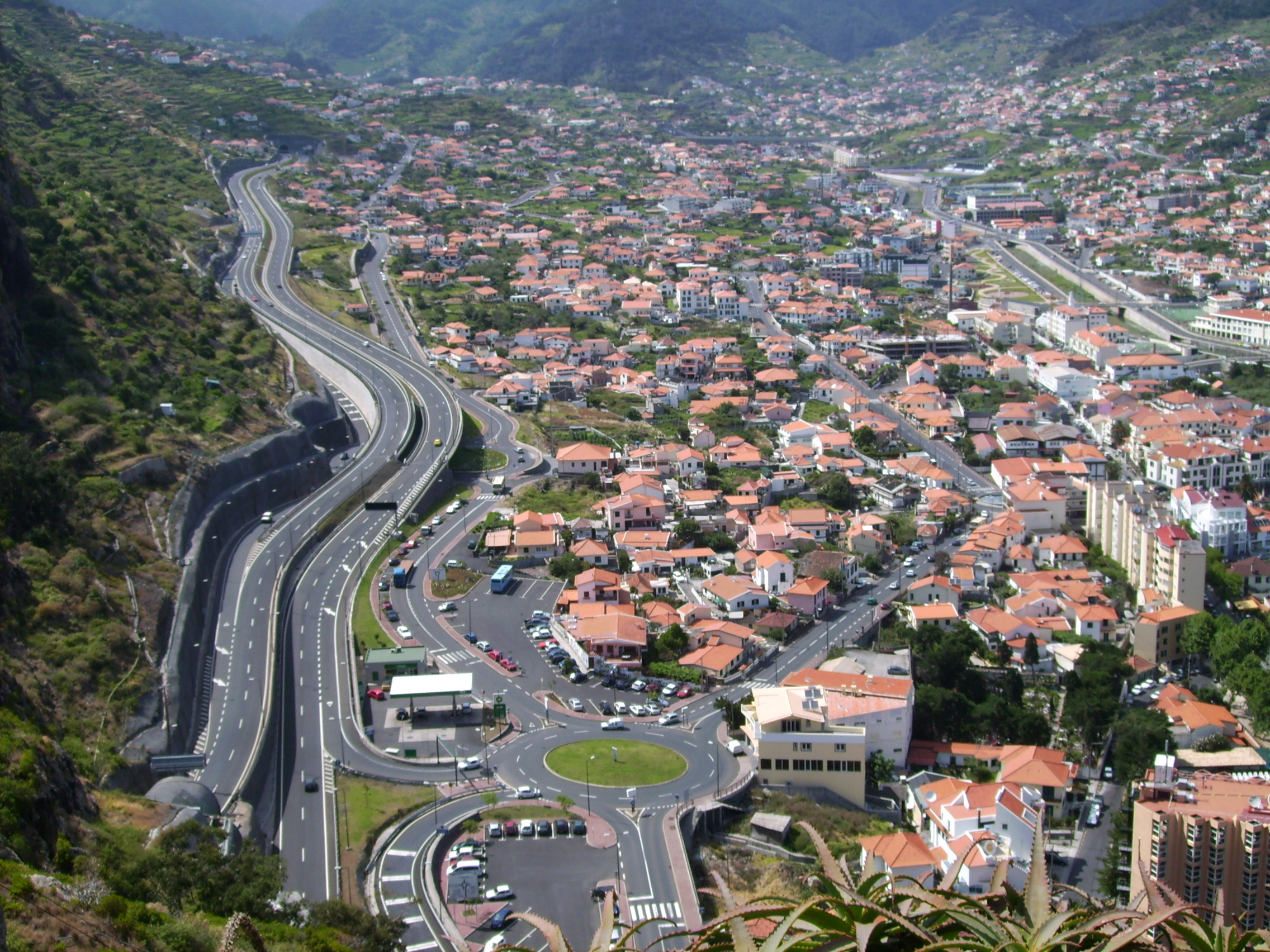
Панорама города Машику
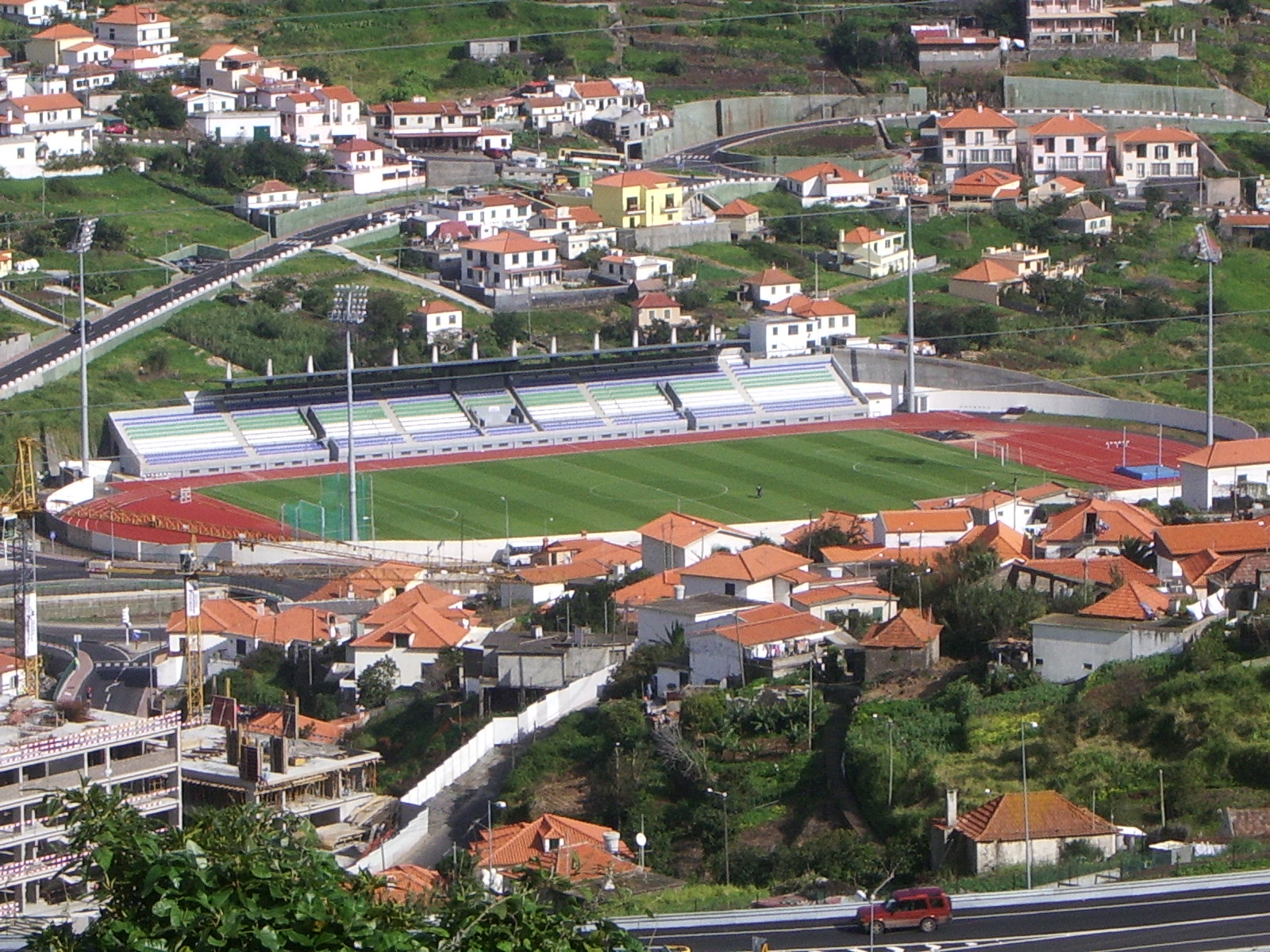
Муниципальный стадион
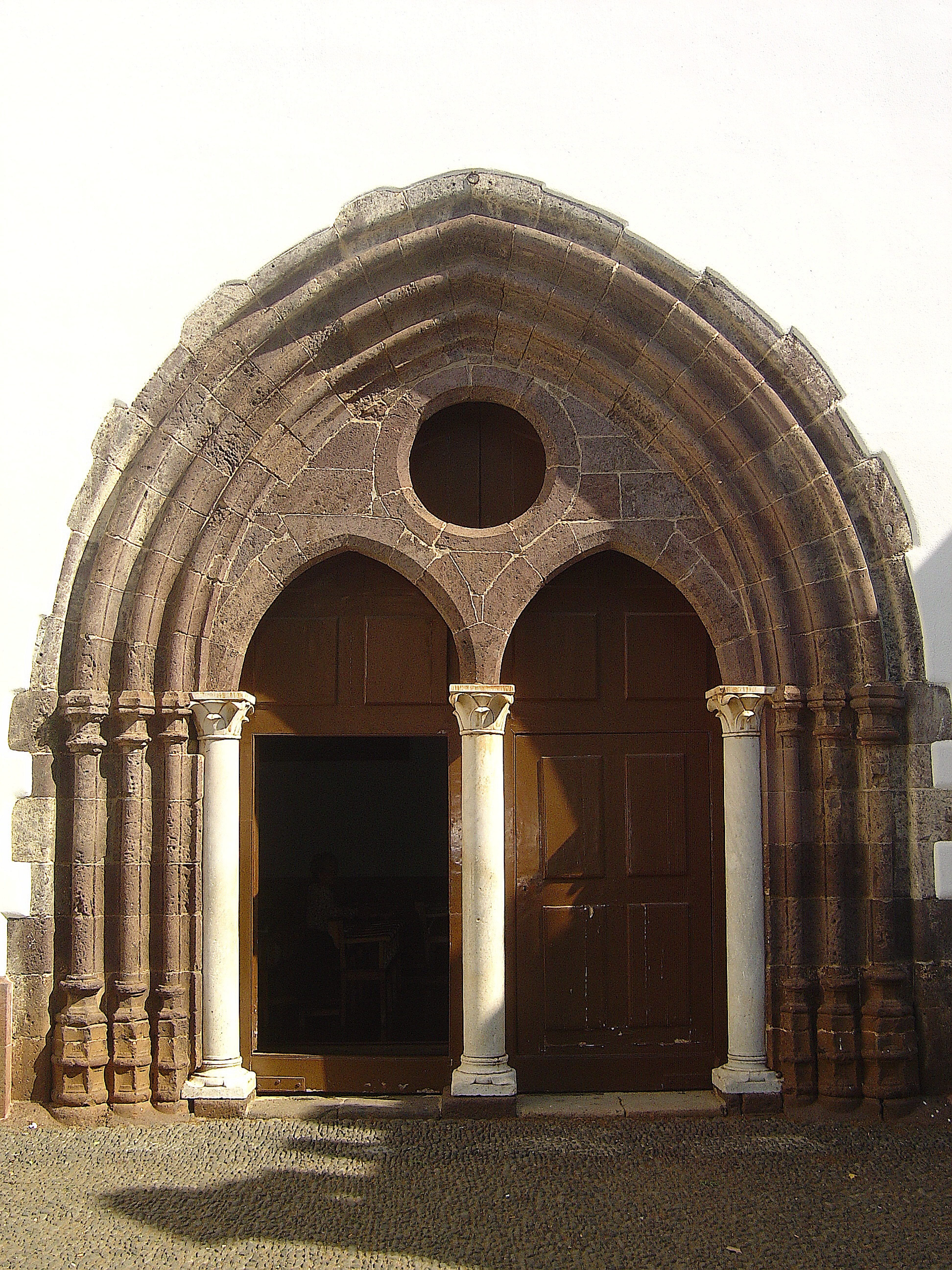
Главный вход церкви «матриж»
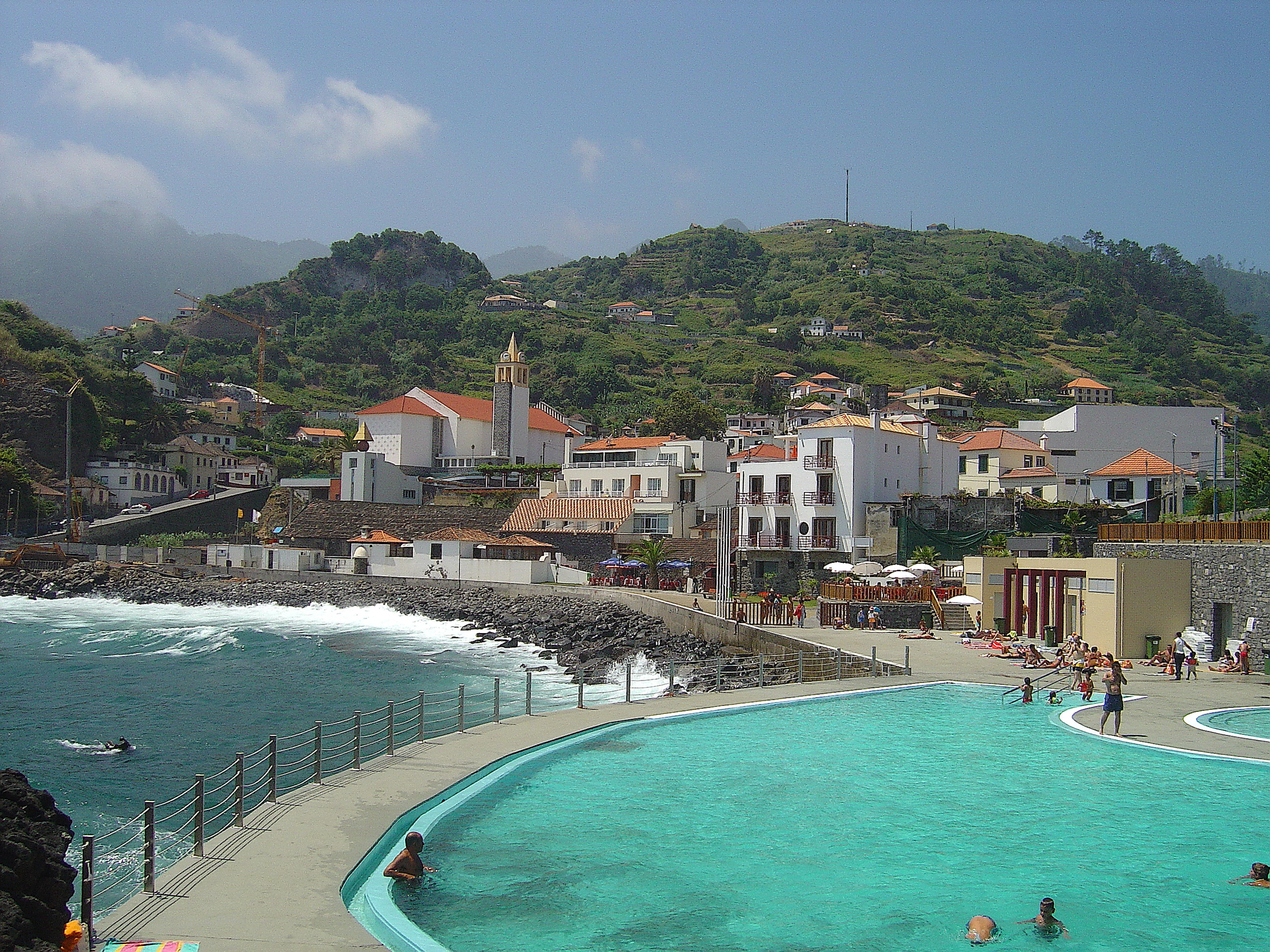
Муниципальная община Порту-да-Круш
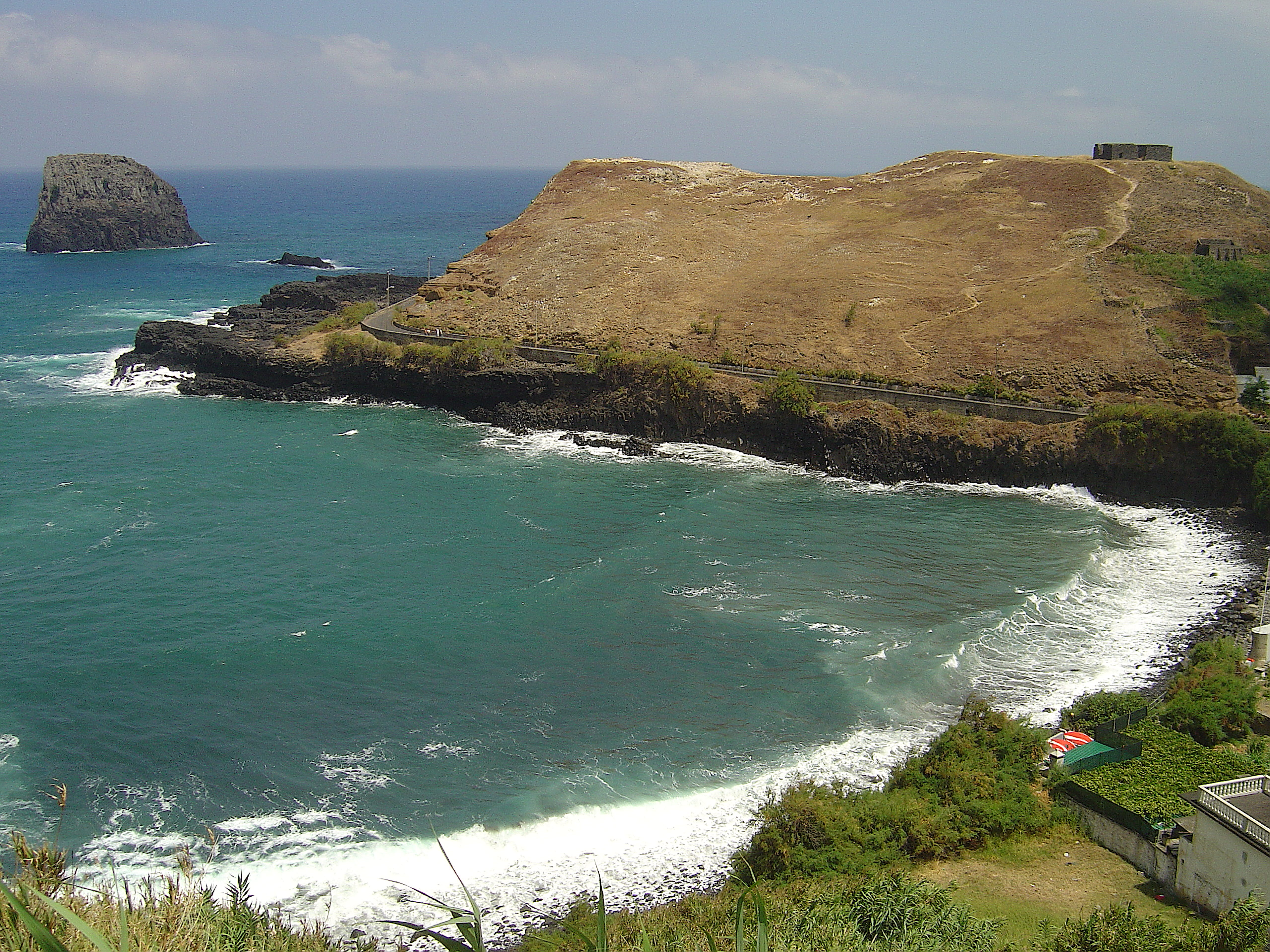
Островок вблизи Порту-да-Круш
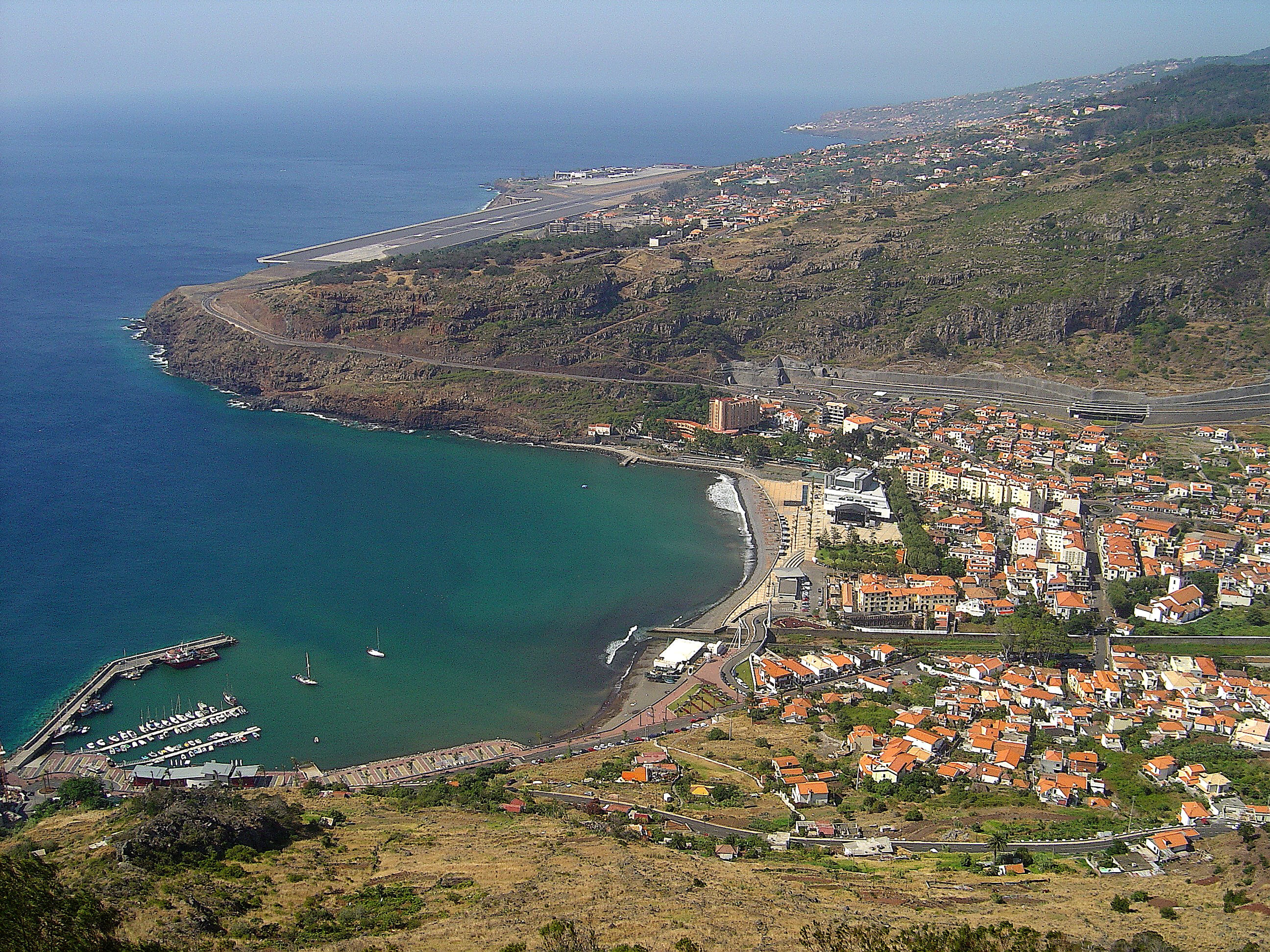
Панорама города Машику на фоне международного аэропорта «Мадейра»
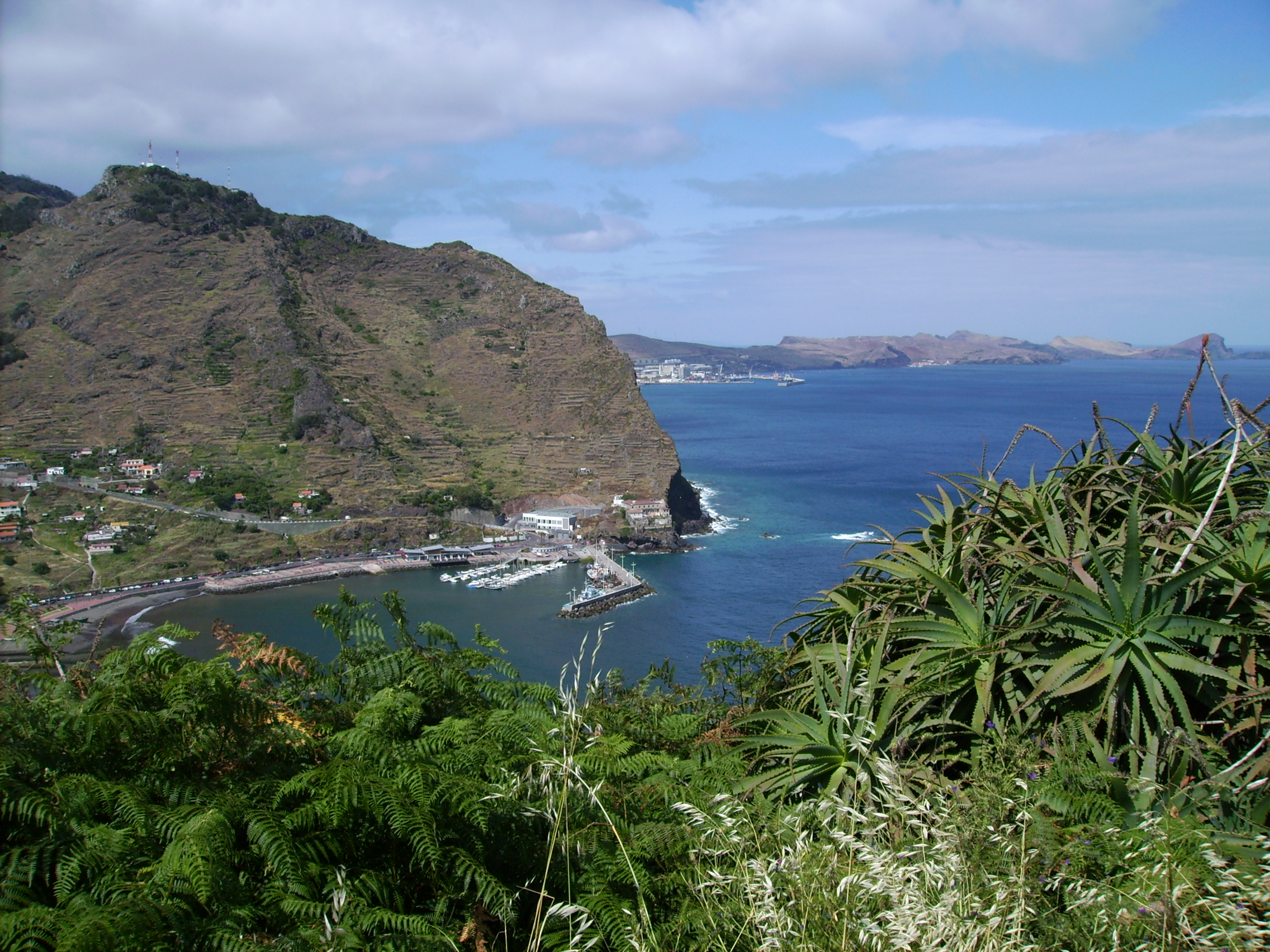
Вид на полуостров Сан-Лоуренсу
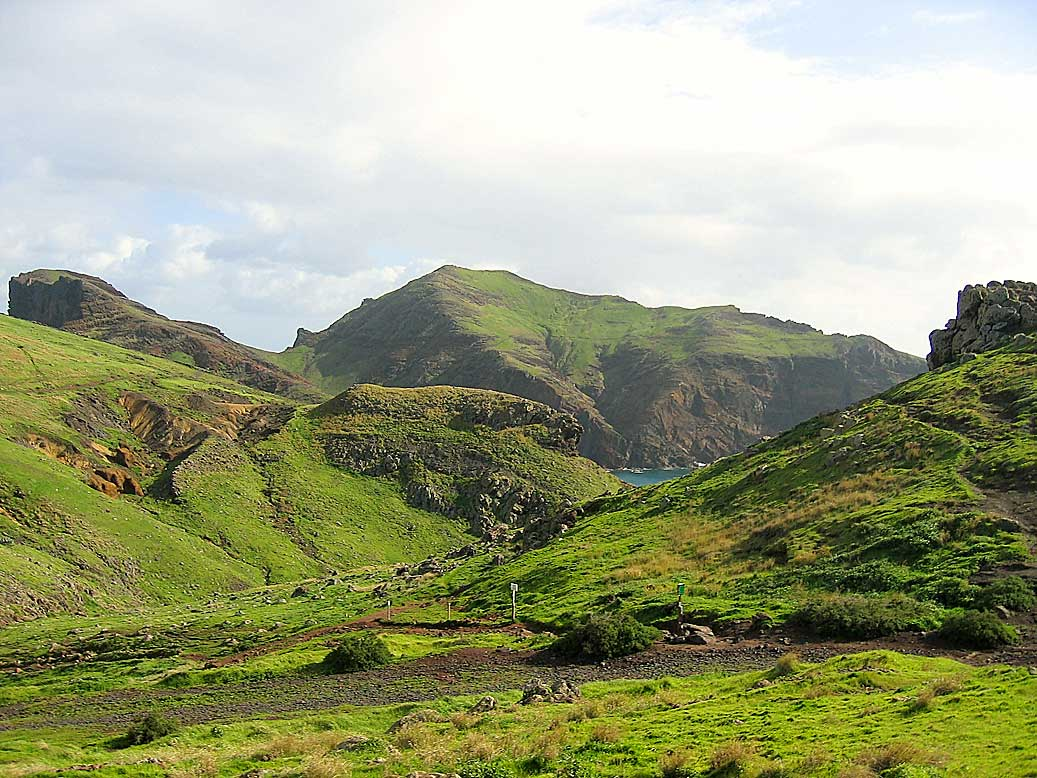
Панорама природного заповедника «Понта-де-Сан-Лоуренсу»